# Angel of Harlem
Angel of Harlem is een nummer van de Ierse band U2.
Het nummer verscheen samen met het nummer A Room at the Heartbreak Hotel als single in december 1988.
Angel of Harlem verscheen ook op het album en de dvd Rattle and Hum. Er is ook een live-versie te vinden op de dvd Zoo-TV: Live from Sydney.
Het nummer is opgenomen in de Sun Studios in Memphis. Op de versie van Rattle and Hum wordt U2 bijgestaan door The Memphis Horns. U2 heeft het nummer opgedragen aan jazz-legendes Billie Holiday, Miles Davis en John Coltrane.
Dit nummer werd voor het eerst live ten gehore gebracht tijdens het Smile Jamaica concert op 16 oktober 1988 in Londen.
Het nummer is tevens genomineerd geweest voor "Best Song Written Specifically for a Motion Picture or TV".

## Hitnotering

### NPO Radio 2 Top 2000
| Nummer met noteringen in de NPO Radio 2 Top 2000 | '14  | '15  | '16  | '17  | '18  | '19  | '20  | '21  | '22-'23 | '24  |
| ------------------------------------------------ | ---- | ---- | ---- | ---- | ---- | ---- | ---- | ---- | ------- | ---- |
| Angel of Harlem                                  | 1316 | 1275 | 1374 | 1409 | 1498 | 1476 | 1579 | 1727 | -       | 1772 |

1. ↑  Een '-' betekent dat het nummer niet was genoteerd en een vetgedrukt getal geeft de hoogste notering aan.
2. ↑  2014 was het eerste jaar met een notering voor dit nummer.

## Covers
De volgende artiesten hebben Angel Of Harlem gecoverd:
- Royal Philharmonic Orchestra
- Studio 99

Bono · The Edge · Adam Clayton · Larry Mullen jr.